# Johann Bämler
Johann Bämler (eigentlich Johann Kesselmann, auch Hans Bämler genannt; * um 1425–1430 wahrscheinlich in Augsburg; † 1503 ebenda) war ein deutscher früher Buchdrucker in Augsburg.

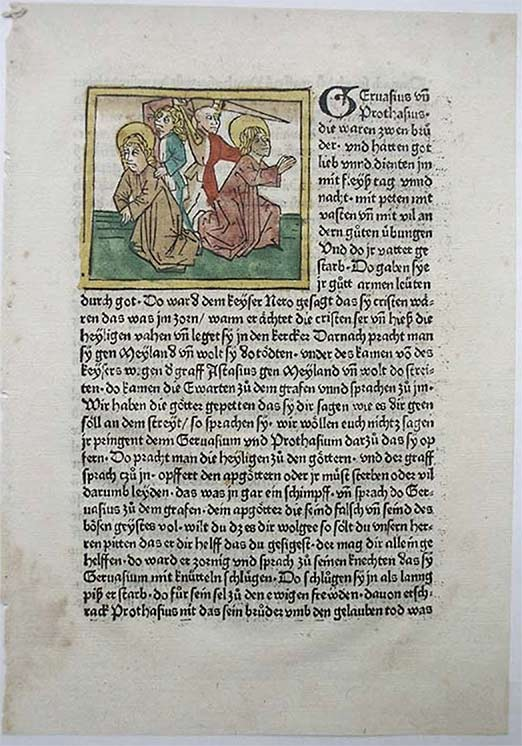
Legenda aurea (1480)

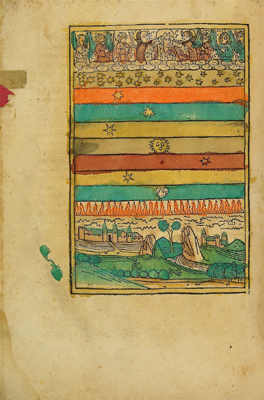
Buch der Natur. Kolorierter Holzschnitt (1481)

## Leben
Die Augsburger Steuerlisten führen Bämler seit 1453 als Schreiber auf. 1466–68 rubrizierte er einige Drucke der Straßburger Drucker Johannes Mentelin und Heinrich Eggestein. 1469 heiratete er Barbara Schönsperger, die Witwe eines wohlhabenden Kaufmanns. 1472 richtete er eine Druckerei in Augsburg ein. Die Blütezeit seiner Offizin liegt vor 1485, aber Drucke sind noch bis 1495 nachgewiesen.
Er arbeitete beim Vertrieb seiner Drucke eng mit seinem Stiefsohn Johann Schönsperger (um 1455–1521) und bei der Ausgestaltung mit dem Buchdrucker Anton Sorg († 1493) zusammen. Dessen Unternehmen konnte zusammen mit anderen Augsburger Druckern in der Zeit zwischen 1480 und 1500 den Buchmarkt für deutsche Literatur in Augsburg beherrschen, während Bämler als Buchbinder arbeitete.
Bämler druckte meist deutschsprachige und volkstümliche Werke, wie die Histori vō dē grossē Alexand'., Eine schöne Historia, wie Troja die köstlich Statt erstöret ward. oder die Hystorie von der Kreuzfahrt Gottfrieds von Bouillon. Sein Druckwerk Ursprung und Anfang der Stadt Augsburg von 1483 ist die erste Historiografie, neben der Koelhoffschen Chronik (1499) die einzige, die noch zur Inkunabelzeit den Weg in die Druckerpresse fand.
Der Gesamtkatalog der Wiegendrucke (GW) führt mit Dubletten 139 Druckwerke auf.

## Familie
Johann Bämler war der Stiefvater der Drucker Johann Schönsperger und der Buchdruckerin Anna Rüger, die mit dem Drucker Thomas Rüger († 1483) und dem Drucker und Buchhändler Peter Berger verheiratet war.

## Druckwerke (Auswahl)

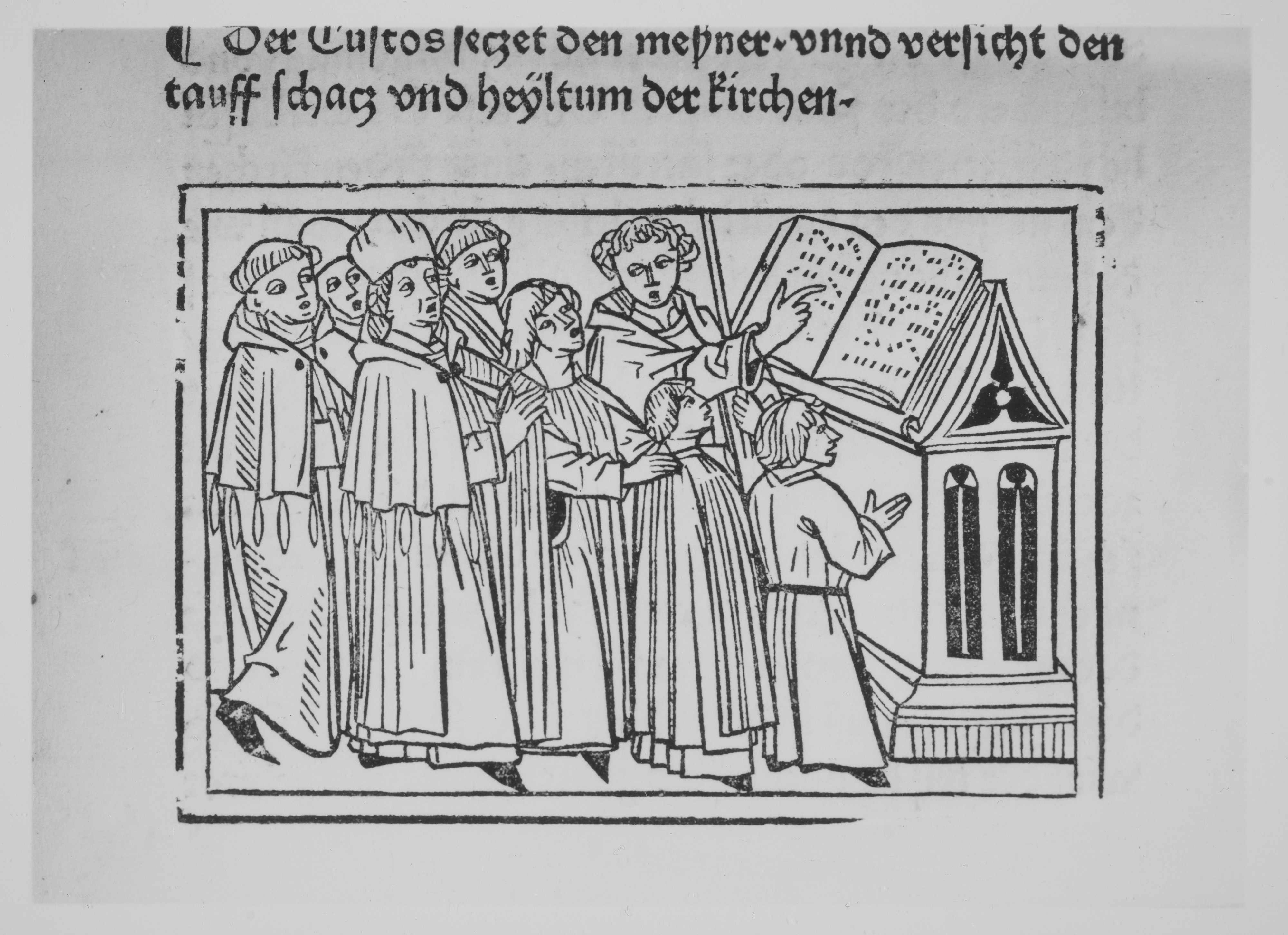
Rodericus Zamorensis: Spiegel des menschlichen Lebens

- Guido de Columna: Historia destructionis Troiae. Augsburg 1475. (GW Nr. 7224).
- Jakob Twinger von Königshofen: Chronik v. allen Kaisern, Königen u. Päpsten. Augsburg 1476. (GW Nr. 3163).
- Nützliche Lehre und Predigt, wie sich zwei Menschen in dem Sakrament der Ehe halten sollen. Augsburg 1476.[3]
- Rodericus Zamorensis (= Rodrigo Sánchez de Arévalo): Speculum vitae humanae, deutsch: Spiegel des menschlichen Lebens. Übersetzt von Heinrich Steinhöwel, Augsburg 1479.
- Jakob Twinger von Königshofen; bearbeitet und ergänzt von Johann Bämler: Chronik von allen Kaisern, Königen und Päpsten. Augsburg 1480. (Nachdruck von Anton Sorg, GW Nr. 3164) Google-Books.
- Michael Puff (Zuschreibung): Büchlein von den ausgebrannten Wässern. Augsburg 1477. 1478 Digitalisat. 1479 Digitalisat.
- Jacobus de Voragine: Legenda aurea. Augsburg 1480.
- Konrad von Megenberg: Buch der Natur. Augsburg 1481 (1475 bereits als Anhang zu Ortolfs Arzneibuch[4])
- Ursprung und Anfang Augsburgs. Hie nach in disem biechlin würdet kürtzlichen begriffen wie lang die keyserlich stat augspurg vor langen zeiten iren vrsprunge vnd anfang gehebt. Augsburg 1483. (GW Nr. 2860) Digitalisat.